# Mallory Jansen
Mallory Jansen (Melbourne, 18 giugno 1989) è un'attrice australiana.

## Filmografia

### Attrice

#### Cinema
- Half Way (2013) - corto
- Sognando Parigi (Her Pen Pal), regia di Clare Niederpruem (2021)

#### Televisione
- Howzat! Kerry Packer's War - serie TV, (2012)
- Mr & Mrs Murder - serie TV, (2013)
- Twentysomething - serie TV, (2013)
- INXS: Never Tear Us Apart - serie TV, (2014)
- Baby Daddy - serie TV, (2014)
- Young & Hungry - Cuori in cucina - serie TV, (2014)
- Galavant - serie TV, (2015-2016)
- Agents of S.H.I.E.L.D. - serie TV, (2016 - 2018)
- This Is Us - serie TV, (2018)
- Shooter - serie TV, (2018)
- Un amore regale (The Royal We), regia di Clare Niederpruem – film TV (2025)

### Doppiatrice

#### Televisione
- The Witcher: Le sirene degli abissi (The Witcher: Sirens of the Deep), regia di Kang Hei Chul (2024)

## Doppiatrici italiane
- Francesca Manicone in Young & Hungry, Galavant
- Loretta Di Pisa in Agents of S.H.I.E.L.D.
- Emanuela Damasio in Sognando Parigi
- Domitilla D'Amico in Baby Daddy
- Gea Riva in This Is Us